# Lobatus gallus
Espèce
Synonymes
- Strombus gallus Linnaeus, 1758

Lobatus gallus est une espèce de mollusque gastéropode marin de la famille des Strombidae. 
- Taille maximale : 13 cm.
- Répartition : Caraïbes.